# قاي جونستون
قاي جونستون (بالإنجليزية: Guy Johnston)‏ هو معلم موسيقى بريطاني، ولد في 7 مايو 1981 في Harpenden ‏ في المملكة المتحدة.

## وصلات خارجية
- قاي جونستون على موقع ميوزك برينز (الإنجليزية)
- قاي جونستون على موقع أول ميوزيك (الإنجليزية)
- قاي جونستون على موقع ديسكوغز (الإنجليزية)